# Forest Stewardship Council
Chứng nhận bảo vệ rừng FSC là chứng nhận được dùng cho các nhà quản lý rừng hay những nhà sản xuất các sản phẩm từ rừng đảm bảo được tiêu chí về phát triển bền vững, cân bằng được các giá trị bảo vệ môi trường (rừng) với lợi ích xã hội của các bên liên quan (nhà sản xuất, xã hội và người dân địa phương). Đây chính là ví dụ của một chương trình chứng nhận thị trường.

## Mục đích
Chứng nhận này do Hội đồng quản lý rừng thế giới FSC (Forest Stewardship Council) - tổ chức phi chính phủ, phi lợi nhuận được thành lập năm 1993 với mục tiêu phát triển & quản lý rừng bền vững. Có mặt tại hơn 50 quốc gia với hơn 850 thành viên bao gồm các tổ chức phi chính phủ, các trung tâm nghiên cứu khoa học, các tổ chức quản lý chứng nhận quốc tế, trung tâm phát triển cộng đồng, các doanh nghiệp… Hội đồng quản lý rừng thế giới (FSC) là một tổ chức uy tín, có ảnh hưởng lớn trong việc bảo vệ rừng nói riêng và môi trường nói chung trên quy mô toàn cầu. FSC cũng có mối liên kết, hợp tác chặt chẽ với các tổ chức phi chính phủ khác như Quỹ quốc tế bảo vệ thiên nhiên WWF, Tổ chức Hòa bình xanh Greenpeace, Oxfam…trong công tác bảo vệ môi trường nói chung và phát triển, quản lý rừng nói riêng. Rất nhiều các quốc gia và dự án đã nhận được sự hỗ trợ từ FSC để phát triển rừng bền vững như dự án trồng rừng keo mang giá trị kinh tế cao – giúp phủ xanh đồi trọc tại Việt Nam, bảo vệ rừng đặc dụng tại Indonesia, Mexico…
Trong nỗ lực nhằm ngăn chặn việc khai thác rừng bừa bãi, khuyến khích các hoạt động khai thác đi đôi với phát triển bền vững, Hội đồng quản lý rừng FSC đã xây dựng chứng nhận FSC với bộ 10 nguyên tắc và 56 tiêu chí. Đây là căn cứ để chứng nhận cho các cơ sở quản lý rừng, các nhà sản xuất các sản phẩm từ rừng đáp ứng được yêu cầu khắt khe của FSC. Để có được chứng nhận này, các nhà sản xuất sản phẩm có nguồn gốc từ rừng phải cung cấp và chứng minh bằng một lượng lớn các hồ sơ tài liệu chi tiết về:
- Các bằng chứng về nguồn gốc sản phẩm không nằm trong danh sách cấm (như các loại gỗ khai thác trái phép, không chứng minh được nguồn gốc; gỗ khai thác trong khu vực có trồng cây biến đổi gen; gỗ khai thác trong rừng HCV – rừng có giá trị bảo tồn cao…)

- Các chương trình đã triển khai và bản kế hoạch chi tiết về việc khai thác và trồng mới rừng để đảm bảo ngăn chặn khai thác trắng, bảo tồn đa dạng sinh học, độ che phủ mặt đất…

- Các chương trình hành động nhằm đảm bảo lợi ích xã hội và lợi ích cho người dân bản địa - nơi có rừng được khai thác.

Chứng nhận FSC có giá trị trong 5 năm và được chấp nhận trên quy mô toàn cầu bởi tính uy tín và xác thực của nó. Tuy nhiên, vào mỗi năm, FSC sẽ tiến hành xác minh lại để kiểm tra các nhà sản xuất có tiếp tục triển khai các chương trình khai thác và bảo vệ tài nguyên rừng theo cam kết.
Mặt khác, FSC còn liên kết với ASI – Tổ chức công nhận GmbH quốc tế hoạt động độc lập, uy tín nhất trên thế giới để đánh giá chéo các nhà sản xuất đã được chứng nhận FSC về khai thác và bảo vệ rừng hệu quả. Căn cứ vào bộ quy tắc & tiêu chuẩn của FSC, mỗi năm ASI sẽ tiến hành ít nhất một đánh giá (hoàn toàn độc lập với FSC) về hiệu quả hoạt động của các nhà sản xuất đã được chứng nhận FSC. 
Hai bản đánh giá này sẽ là cơ sở để hàng năm, FSC tiến hành nhắc nhở hoặc thu hồi chứng nhận nếu nhà sản xuất có dấu hiệu vi phạm và không có hành động khắc phục.
FSC cũng đã xây dựng nên hệ thống COC (Chain of Custody) bao gồm danh sách và các tài liệu chứng minh các cơ sở quản lý rừng và các nhà sản xuất các sản phẩm có nguồn gốc từ rừng nhận được chứng nhận của FSC. Điều này cực kỳ hữu ích vì nó giúp minh bạch hóa thông tin tới người tiêu dùng cũng như hạn chế việc một số nhà sản xuất (chủ yếu ở Trung Quốc) tự ý gắn chứng nhận FSC khi chưa có sự cho phép của FSC.
Các sản phẩm được chứng nhận FSC sẽ là cơ sở để người tiêu dùng lựa chọn những sản phẩm có cam kết về trách nhiệm giữa việc phát triển đi đôi với công tác bảo vệ rừng. Điều này cũng sẽ thúc đẩy, khuyến khích các nhà sản xuất lựa chọn giải pháp phát triển bền vừng thay vì tàn phá rừng như hiện nay. Chứng nhận này cũng là thước đo để các chính phủ đưa ra những chính sách quy hoạch, phát triển rừng cân bằng với phát triển kinh tế - một trong những yêu cầu cấp bách mang tính toàn cầu hiện nay.